# غيلبرت ستانلي أندروود
غيلبرت ستانلي أندروود (بالإنجليزية: Gilbert Stanley Underwood)‏ هو مهندس معماري أمريكي، ولد في 1890، وتوفي في 1960.